# Flughafen Almería

i7
i11
i13

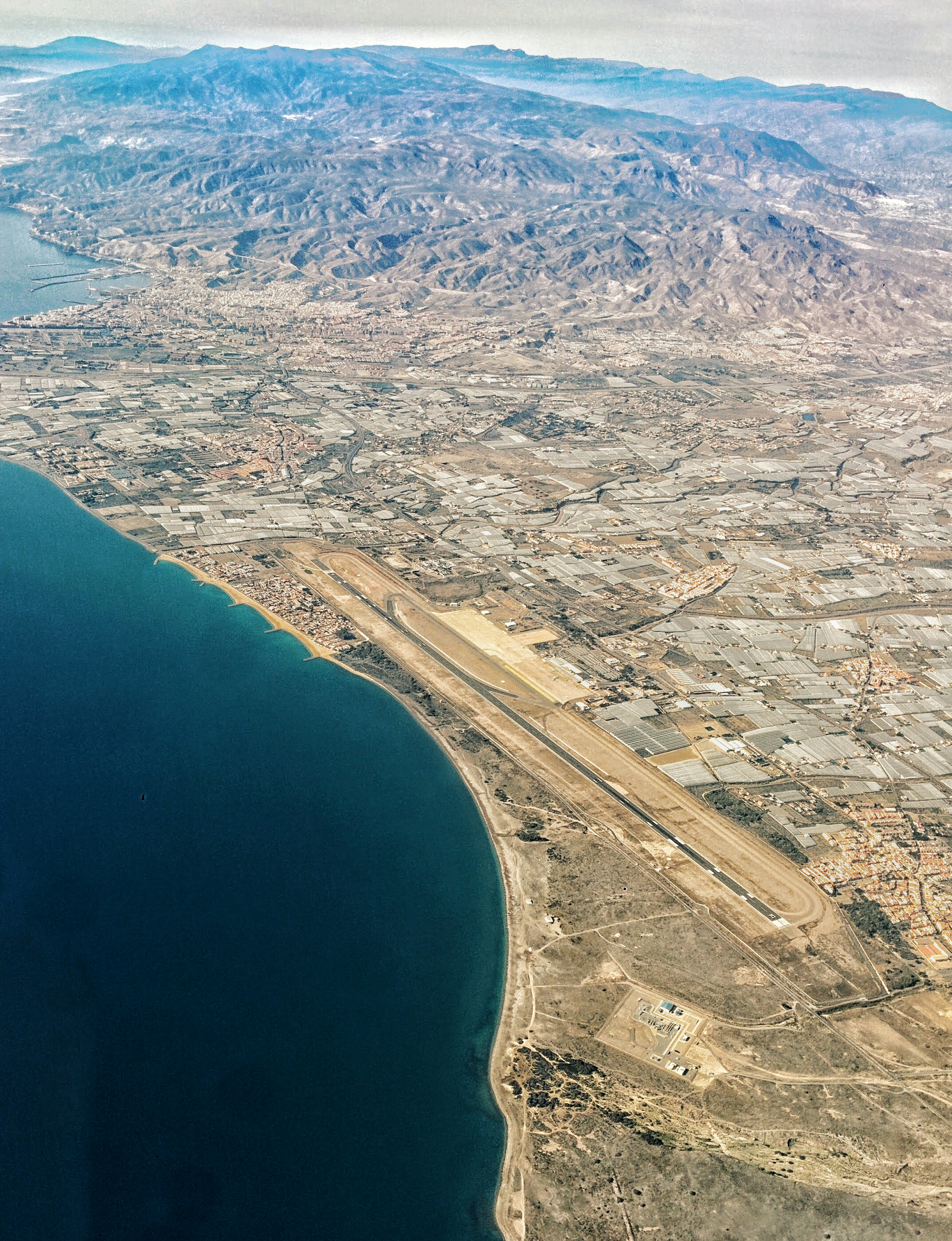
Luftaufnahme

Der Flughafen Almería (spanisch Aeropuerto de Almería; IATA-Code: LEI, ICAO-Code: LEAM) ist der internationale Verkehrsflughafen der spanischen Großstadt Almería. 

## Lage und Verkehrsanbindung
Der Flughafen befindet sich in der Provinz Almería im Süden der iberischen Halbinsel. Er liegt etwa acht Kilometer außerhalb der Stadt Almería am gleichnamigen Golf in der Region Andalusien.
Die Linie 30 (Almería – Alquián) der Gesellschaft Surbus bedient den Flughafen. Mit dem Auto kommt man über den Airportzubringer AL-12 zur vom Westen kommenden Autovia del Mediterráneo A-7. Diese führt weiter Richtung Norden in die Region Murcia. Das ca. 160 Kilometer entfernte Granada ist über die A-92 mit dem Auto in ca. 2 Stunden zu erreichen.

## Flughafenanlagen

### Start- und Landebahn
Der Flughafen Almería verfügt über eine Start- und Landebahn. Sie trägt die Kennung 07/25, ist 3.200 Meter lang, 45 Meter breit und hat einen Belag aus Asphalt.

### Passagierterminal
Das Passagierterminal des Flughafens hat eine Kapazität von 1,6 Millionen Passagieren pro Jahr. Es ist mit sechs Flugsteigen ausgestattet.

## Fluggesellschaften und Ziele
Der Flughafen Almería wird von Air Nostrum, Binter Canarias, easyJet, Jet2.com, LOT Polish Airlines, Luxair, Ryanair, Smartwings Hungary, Transavia Airlines, TUI Airlines Belgium und Vueling Airlines genutzt. Es werden vor allem Ziele im Inland sowie im Vereinigten Königreich angeflogen.
Zeitweise wurden von Germania Direktflüge nach Deutschland angeboten. Dabei wurden Düsseldorf und München (saisonal) angeflogen. Momentan gibt es jedoch keine Direktflüge zu Zielen in Deutschland. Die Umsteigeverbindungen mit Iberia via Madrid haben oftmals nur 1 Stunde Aufenthalt in Madrid.

## Bedeutung
Die meisten Besucher der spanischen Costa del Sol nutzen die Flughäfen Alicante und Málaga. In der vorläufigen Passagierstatistik aller spanischen Flughäfen sind für den Airport Almería im Jahr 2024 786.205 Passagiere aufgeführt. Auf der Rangliste der Flughäfen Andalusiens liegt er damit nach Málaga, Sevilla, Granada-Jaén und Jerez an fünfter Stelle vor Córdoba.

## Verkehrszahlen
| Jahr  | Fluggastaufkommen | Luftfracht (Tonnen) | Flugbewegungen |
| ----- | ----------------- | ------------------- | -------------- |
| 2024* | 786.205           | 0,781               | 12.254         |
| 2023  | 775.385           | 0,046               | 11.817         |
| 2022  | 703.380           | 0,095               | 11.045         |
| 2021  | 317.509           | 0,011               | 7.889          |
| 2020  | 200.411           | 0,000               | 5.889          |
| 2019  | 979.406           | 0,187               | 11.777         |
| 2018  | 991.992           | 9,059               | 11.946         |
| 2017  | 1.007.446         | 2,041               | 12.219         |
| 2016  | 920.329           | 32,118              | 11.738         |
| 2015  | 691.240           | 19,224              | 10.278         |
| 2014  | 745.226           | 8,588               | 10.760         |
| 2013  | 705.514           | 12,577              | 10.596         |
| 2012  | 749.720           | 8,632               | 12.643         |
| 2011  | 780.853           | 9,836               | 14.946         |
| 2010  | 786.877           | 14,074              | 16.112         |
| 2009  | 791.837           | 16,238              | 15.391         |
| 2008  | 1.024.303         | 21,322              | 18.280         |
| 2007  | 1.206.634         | 19,890              | 20.141         |
| 2006  | 1.055.545         | 35,550              | 18.451         |
| 2005  | 1.073.585         | 52,779              | 18.269         |
| 2004  | 830.930           | 51,138              | 15.046         |
| 2003  | 839.859           | 59,353              | 14.918         |
| 2002  | 846.467           | 122,538             | 15.142         |
| 2001  | 892.311           | 449,723             | 13.757         |
| 2000  | 914.312           | 472,966             | 13.431         |

* 2024: Vorläufige Daten